# Sârbi (gmina Budești)
Sârbi – wieś w Rumunii, w okręgu Marmarosz, w gminie Budești. W 2011 roku liczyła 823 mieszkańców.